# Odd Hassel
Pour les articles homonymes, voir Hassel.
Odd Hassel, né le 17 mai 1897 à Oslo, Norvège et mort le 11 mai 1981 à Oslo, est un chimiste norvégien, colauréat avec Derek Harold Richard Barton du prix Nobel de chimie de 1969.

## Biographie
Ses parents étaient Ernst Hassel, un gynécologue, et Mathilde Klaveness. Après des études à Oslo de 1915 à 1920 et une année sabbatique à Paris et en Italie, il partit à l'automne 1922 pour 6 mois à Munich où il travailla chez Kazimierz Fajans. Finalement il arriva à l'Institut Kaiser-Wilhelm à Berlin. En 1924, il obtint son doctorat. Et en 1925, il retourna en Norvège. À l'université d'Oslo, il devint maître de conférences de chimie physique et d'électrochimie en 1926. De 1934 à 1964, il devint professeur de chimie physique à Oslo.
Au début de sa carrière à Oslo, il s'occupa principalement de chimie inorganique. À partir de 1930, il réorienta son domaine de recherche sur la structure des molécules et la diffraction des électrons, principalement sur le cyclohexane et ses dérivés. En 1943 il fut emprisonné par les occupants allemands pour être libéré en novembre 1944. Après la guerre, il poursuivit ses recherches et élucida la structure chaise du cyclohexane. Derek Harold Richard Barton et Hassel obtinrent en 1969 le prix Nobel de chimie « pour leur contribution au développement du concept de conformation et son application en chimie ».

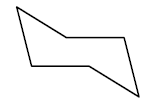
Conformation de type chaise
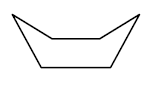
Conformation de type bateau
Formule topologique